# Geissois
 (juillet 2018).
Si vous disposez d'ouvrages ou d'articles de référence ou si vous connaissez des sites web de qualité traitant du thème abordé ici, merci de compléter l'article en donnant les références utiles à sa vérifiabilité et en les liant à la section « Notes et références ».
Genre
Classification APG III (2009)
Geissois est un genre d'arbres et d’arbustes de la famille des Cunoniaceae.

## Espèces
- Geissois hirsuta
- Geissois imthurnii